# Tara (España)
Tara es una localidad española del municipio de Telde, perteneciente a la provincia de Las Palmas, en la comunidad autónoma de Canarias.

## Historia
Hacia mediados del siglo XIX, el lugar era referido como un pago ya perteneciente a Telde. Aparece descrito en el decimocuarto volumen del Diccionario geográfico-estadístico-histórico de España y sus posesiones de Ultramar de Pascual Madoz con las siguientes palabras:

TARA: pago en la isla de la Gran Canaria, prov. de Canarias, part. jud. de las Palmas, térm. jurisd. de Telde.
(Madoz, 1849, p. 590)

En 2022, la entidad singular de población tenía empadronados 478 habitantes y el núcleo de población, los mismos.